# Bosques secos de Jalisco
Los bosques secos de Jalisco son una ecorregión con bioma de selva seca latifoliada que se encuentra en el suroeste de México.

## Geografía
Estos bosques ocupan las tierras bajas costeras y las faldas de las sierras de los estados de Nayarit, Jalisco, Colima y Michoacán. Se encuentra desde San Blas (Nayarit) hasta la desembocadura del río Balsas (Michoacán), y continúa hacia los valles de los ríos Armería y Tuxpan, tierra adentro. La ecorregión incluye las Islas Marías, frente a la costa oeste de Nayarit. Los bosques de pino y encino de mayor altitud de la Sierra Madre del Sur y el Eje Neovolcánico se encuentran tierra adentro. Los bosques secos de Sinaloa se encuentran al norte y los bosques secos del Pacífico Sur se hallan al sureste. 
Las ciudades de la ecorregión incluyen Puerto Vallarta, Manzanillo y Colima.

## Clima
El clima es de tipo tropical y también subhúmedo. Las precipitaciones rondan entre los 730-1200 mm por año, y caen principalmente durante la temporada de lluvias de junio a octubre.

## Flora
Muchos árboles en la ecorregión pierden sus hojas durante la estación seca del invierno. Los bosques maduros tienen una estructura de múltiples capas, con una capa intermedia de árboles de 15 a 20 metros de altura y una capa superior de 20 a 30 metros de altura. Los estratos se caracterizan por diferentes especies, estando Astronium graveolens, Bernoullia flammea, Sideroxylon cartilagineum, Bursera arborea, Calophyllum brasiliense, Dendropanax arboreus, Ficus cotinifolia y Swietenia humilis en la capa media, y Cordia alliodora, Croton pseudoniveus, Lonchocarpus lanceolatus, Trichilia trifolia . y Caesalpinia eriostachys en la capa superior. Los cactus columnares y arborescentes son comunes, incluidos Opuntia excelsa y especies de Pachycereus, Stenocereus y Cephalocereus . Las enredaderas son comunes en el sotobosque y hay pocas epífitas. A lo largo de la costa se encuentran bosques de palmeras de Attalea guacuyule.
Los bosques se encuentran entre los más diversos del Neotrópico, con alrededor de 1200 especies de plantas, de las cuales el 16 % son endémicas. Magnolia vallartensis es un árbol endémico en peligro crítico de extinción que habita en bosques húmedos de galería junto a arroyos alrededor de Puerto Vallarta.

## Fauna
De las 724 especies de vertebrados en la ecorregión, 233 (29 %) son endémicas.
El 20 % de las especies de mamíferos son endémicas y el 27 % están en peligro de extinción. Del primer tipo se encuentra la musaraña mexicana (Megasorex gigas), el murciélago nariz de trompeta (Musonycteris harrisoni), el ratón venado de Michoacán (Osgoodomys banderanus), la rata Chamela (Hodomys alleni) y la rata Magdalena (Xenomys nelsoni).
La ecorregión también alberga 300 especies de aves, algunas de ellas casi endémicas, como la cotorra mexicana (Forpus cyanopygius), la chachalaca de vientre rufo (Ortalis wagleri) y el arrendajo de San Blas (Cyanocorax sanblasianus). El 55 % de las especies de aves son residentes durante todo el año y el 45 % son migrantes invernales del Neártico.
El 51 % de las especies de reptiles y el 58 % de los anfibios son endémicos.

## Áreas protegidas
Actualmente el 9 % de la ecorregión se encuentra en áreas protegidas. Una evaluación de 2017 encontró que 1,713 km2 (7 %) de la ecorregión se encontraban en áreas protegidas, y aproximadamente el 29 % del área no protegida todavía está cubierta de bosques. Las áreas protegidas incluyen la Reserva de la biosfera Chamela-Cuixmala, la Reserva de la biosfera Islas Marías, la Reserva de la biosfera Sierra de San Juan, la Reserva de la biosfera Sierra de Vallejo, la Reserva de la biosfera Sierra de Manantlán, el Área de Protección de Flora y Fauna Sierra de Quila y la Cuenca alimentadora del Distrito Nacional de Riego 043 Estado de Nayarit, área de protección de recursos naturales. 